# Husgeråd

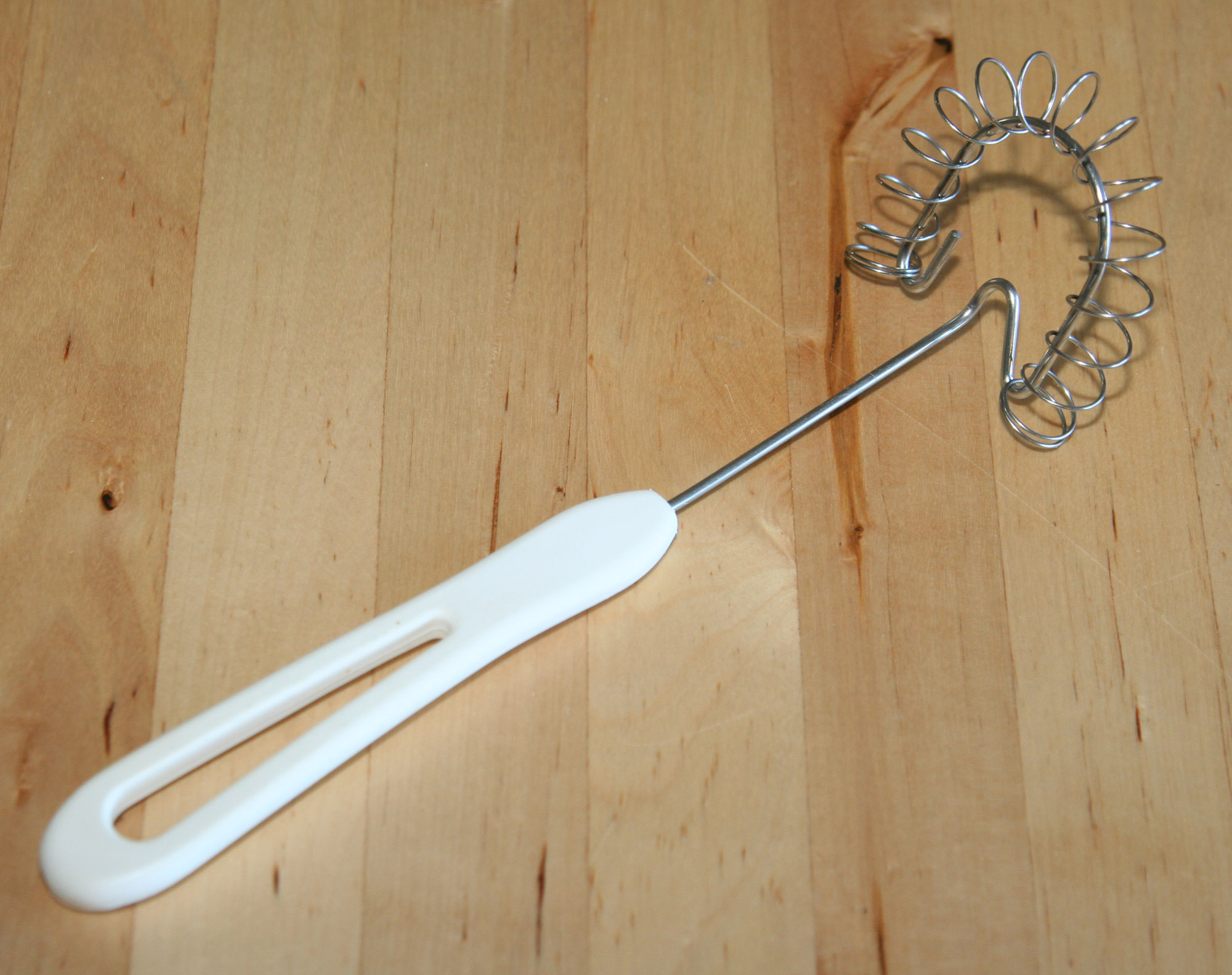
Vispar är köksredskap och därmed även husgeråd.

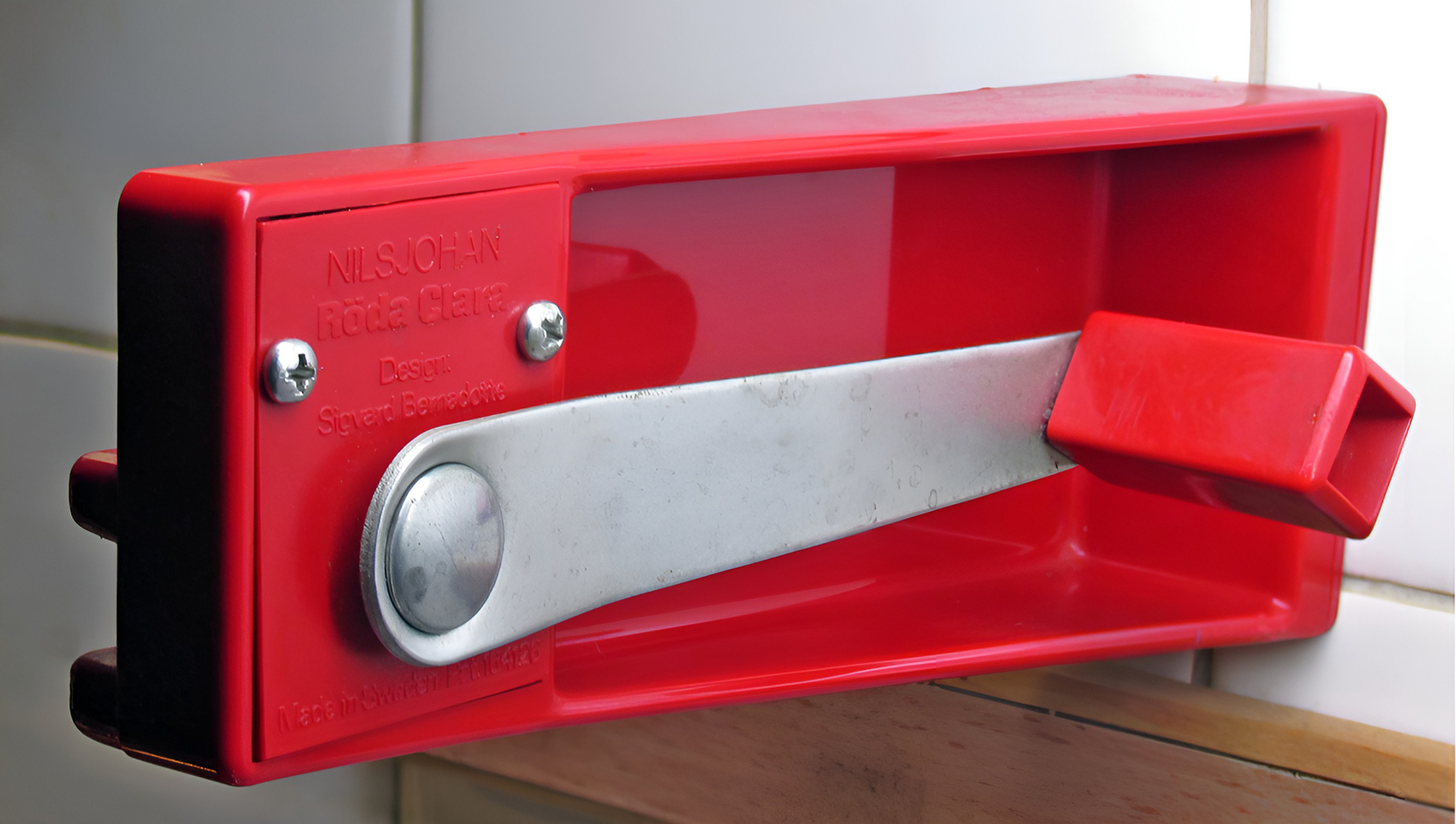
Konservöppnare

Husgeråd är redskap och materiel som är nödvändiga för den dagliga verksamheten i ett hem. Det används numera särskilt om kökssaker för matlagning, servering, rengöring och liknande, till exempel glas, porslin, metallföremål och kökskärl, men mera sällan om möbler, sängkläder, mattor och dylikt.
Begreppet vitvaror används numera om större och mer eller mindre fast installerad hushållsmaskin, till exempel kyl, frys och tvättmaskin.